# Joan Guerrero Luque
Joan Guerrero Luque   (Tarifa, 21 de març de 1940 - 3 d'abril de 2024) fou un fotoperiodista català. Quan tenia una vintena d'anys es va establir a Santa Coloma de Gramenet.
Era considerat un dels millors representants de la fotografia social del país. De fet, una de les preocupacions principals de Joan Guerrero era la immigració. Va treballar a El Periódico de Catalunya, Diario de Barcelona, El Observador i El País. L'any 2009 va ser guardonat amb la Medalla d'Or al Mèrit Artístic per l'Ajuntament de Barcelona. Va publicar una dotzena de llibres, entre els quals destaquen: Santa Coloma en el corazón; Imatge i Paraula; Santa Coloma, entre la vida i la vida; El parc, i, en col·laboració amb Pere Casaldáliga, Los ojos de los pobres (Península), entre d'altres. Així mateix, Guerrero participà en més de cinquanta exposicions i múltiples col·laboracions amb mitjans de comunicació.
El 2014, David Airob va dirigir el documental La caja de cerillas, que recull el testimoni de Joan Guerrero com a fotoperiodista.

## Premis i reconeixements[1]
- 1998 - Premi Ciutat de Santa Coloma
- 2009 - Medalla d’or al mèrit artístic de l'Ajuntament de Barcelona
- 2018 - Premi Singladura d’Òmnium Cultural
- 2023 - Els principals fotoperiodistes del país van homenatjar Guerrero amb el llibre Guerrer@s, que també va servir per a recaptar diners per a la fundació Arrels